# Byttneria tahitensis
Byttneria tahitensis är en malvaväxtart som beskrevs av Jean Nadeaud. Byttneria tahitensis ingår i släktet Byttneria och familjen malvaväxter. Inga underarter finns listade i Catalogue of Life.